# 杜瑄
杜瑄（1434年—?），字懷玉，直隸廣平府永年縣人，民籍，明朝政治人物。進士出身。

## 生平
早年出身國子生，順天府鄉試第八十名。成化十四年（1478年）戊戌科會試第九十七名，殿試登進士第三甲第八十二名。官仪封县知县。

## 家族
曾祖父杜從義。祖父杜友直。父亲杜芳。母李氏。慈侍下。娶焦氏。